# Barão das Picoas
Barão das Picoas é um título nobiliárquico criado por D. Miguel I de Portugal, por Decreto de 7 de Dezembro de 1831, em favor de António Pinto Esteves da Costa, depois 1.º Visconde das Picoas.
Titulares
1. António Pinto Esteves da Costa, 1.º Barão e 1.º Visconde das Picoas.